# Félix de los Heros Azcueta
Félix de los Heros Azcueta, conegut com a Tache, (Bilbao, 21 de gener de 1910 - Mèxic DF, març de 1984) fou un futbolista basc de les dècades de 1930 i 1940.

## Trajectòria
Començà a destacar el 1932 al Barakaldo CF i el 1934 al Sevilla FC. A finals de 1936 es va unir al Gimnàstic de València. Durant la Guerra Civil, el 1937, fitxà pel FC Barcelona, però només va poder disputar partits amistosos, el primer d'ells contra la selecció catalana.
Va participar en la gira del Barcelona per Amèrica del Nord. Quan va acabar la gira, va signar per a Brooklyn Hispano, un equip dels Estats Units que va jugar a la American Soccer League. Més tard es va traslladar a Mèxic on va jugar al Club Deportivo Euzkadi a la Lliga Primera Fuerza la temporada 1938/39. També va jugar dues vegades per a l'equip nacional de futbol del País Basc durant aquest període. Posteriorment es va unir a Club España, abans de jugar a diversos equips mexicans.